# Суперкуп Немачке у кошарци
Суперкуп Немачке, званично под називом ББЛ Куп шампиона (енгл. BBL Champions Cup), је утакмица у којој се надмећу првак Бундеслиге и победник Купа Немачке из претходне сезоне. Уколико је исти тим освојио оба такмичења, супротставља му се финалиста купа. Уобичајено је да домаћин утакмице буде првак Бундеслиге, али то није изричито правило.

## Досадашња издања
| Датум одигравања                                            | Финале                | Финале   | Финале                |
| ----------------------------------------------------------- | --------------------- | -------- | --------------------- |
| Датум одигравања                                            | Победник              | Резултат | Финалиста             |
| 21. септембар 2006.                                         | Келн најнтинајнерси   | 75 : 74  | АЛБА Берлин           |
| 2. октобар 2007.                                            | Брозе Баскетс Бамберг | 70 : 51  | Келн најнтинајнерси   |
| 16. септембар 2008.                                         | АЛБА Берлин           | 84 : 69  | Артланд дрегонс       |
| 3. октобар 2009.                                            | Олденбург             | 69 : 54  | Телеком Баскетс Бон   |
| 25. септембар 2010.                                         | Брозе Баскетс Бамберг | 85 : 58  | Скајлајнерс           |
| 1. октобар 2011.                                            | Брозе Баскетс Бамберг | 86 : 66  | Фантомс Брауншвајг    |
| 30. септембар 2012.                                         | Брозе Баскетс Бамберг | 102 : 98 | Ратиофарм Улм         |
| 28. септембар 2013.                                         | АЛБА Берлин           | 79 : 78  | Брозе Баскетс Бамберг |
| 27. септембар 2014.                                         | АЛБА Берлин           | 76 : 68  | Бајерн Минхен         |
| 27. септембар 2015.                                         | Брозе Баскетс Бамберг | 87 : 66  | Олденбург             |
| 2016. и 2017. године није игран Суперкуп Немачке у кошарци. |                       |          |                       |

### Успешност клубова
| Клуб                  | Победник                         | Финалиста |
| --------------------- | -------------------------------- | --------- |
| Брозе Баскетс Бамберг | 5 (2007, 2010, 2011, 2012, 2015) | 1 (2013)  |
| АЛБА Берлин           | 3 (2008, 2013, 2014)             | 1 (2006)  |
| Келн најнтинајнерси   | 1 (2006)                         | 1 (2007)  |
| Олденбург             | 1 (2009)                         | 1 (2015)  |
| Артланд дрегонс       | -                                | 1 (2008)  |
| Телеком Баскетс Бон   | -                                | 1 (2009)  |
| Скајлајнерс           | -                                | 1 (2010)  |
| Фантомс Брауншвајг    | -                                | 1 (2011)  |
| Ратиофарм Улм         | -                                | 1 (2012)  |
| Бајерн Минхен         | -                                | 1 (2014)  |